# Cinturón de óxido

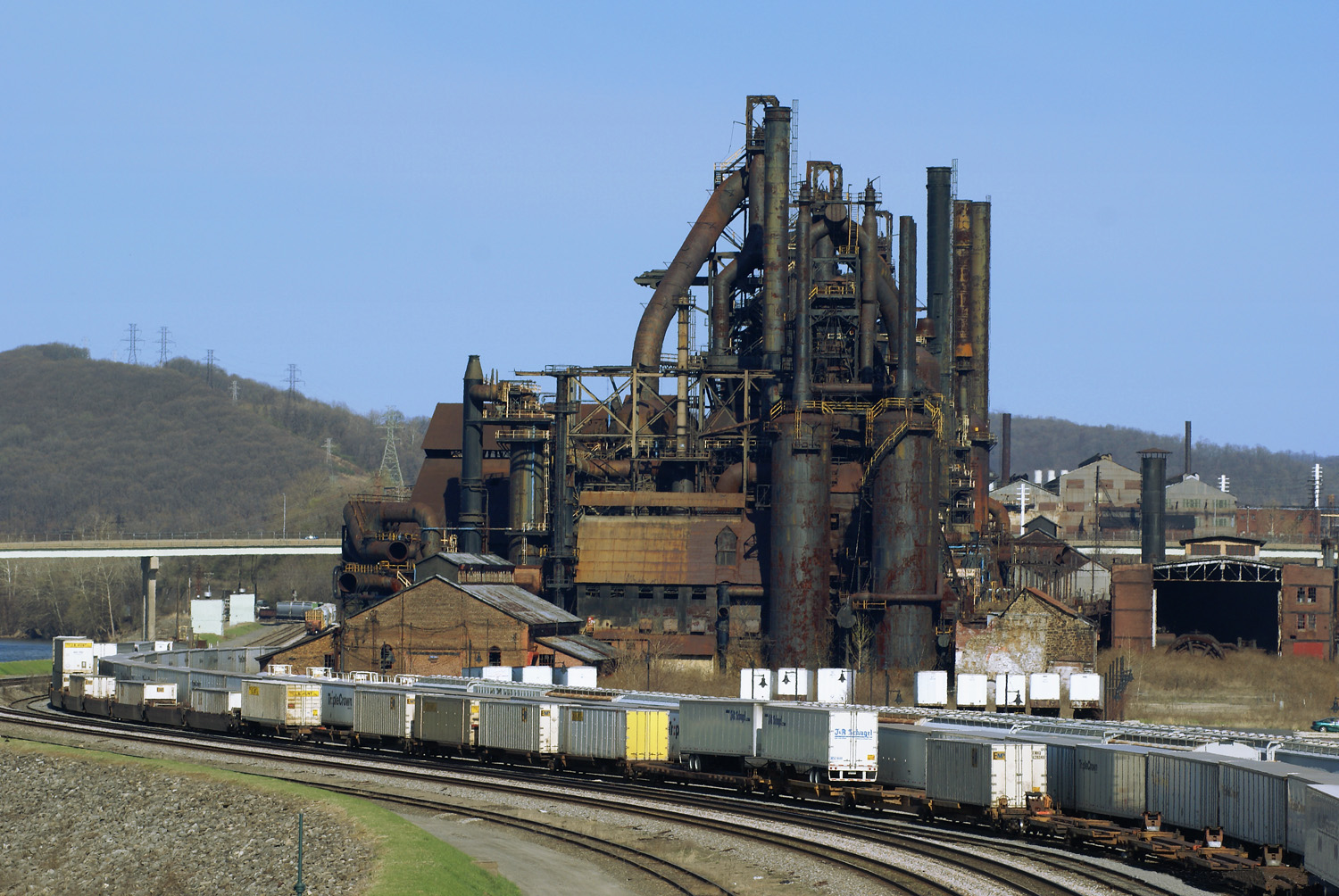
Una planta de acero en Bethlehem

El Cinturón del Óxido o Rust Belt en inglés, también conocido como Manufacturing Belt o Cinturón Manufacturero, es una región del Nordeste y Medio Oeste de Estados Unidos que ha sufrido un marcado proceso de decadencia industrial y económica a partir de los años 1970. A su vez, desde los años 1950 se han registrado fuertes descensos demográficos de la megalópolis de los Grandes Lagos, que abarca Búfalo, Chicago, Cincinnati, Cleveland, Detroit, Indianápolis, Jersey City, Kansas City, Mineápolis-Saint Paul, Duluth, Milwaukee, Newark, Pittsburgh, Rochester, San Luis y Toledo. El óxido (Rust) se refiere a la desindustrialización, la decadencia económica, el descenso de la población y el deterioro urbano debido a la contracción de su otrora poderoso sector industrial, como la producción de acero, la industria automotriz y la minería de carbón. El término Rust Belt ganó popularidad en Estados Unidos en los años 1980, cuando comúnmente se lo contrastaba con el Sun Belt.

El Rust Belt se extiende hacia el oeste desde el centro del estado de Nueva York a través de Pensilvania, Ohio, Virginia Occidental, Kentucky, Indiana, la península inferior de Míchigan, el norte de Illinois, el este de Wisconsin y Minnesota. Nueva Inglaterra también se vio muy afectada por la decadencia industrial durante la misma época. 

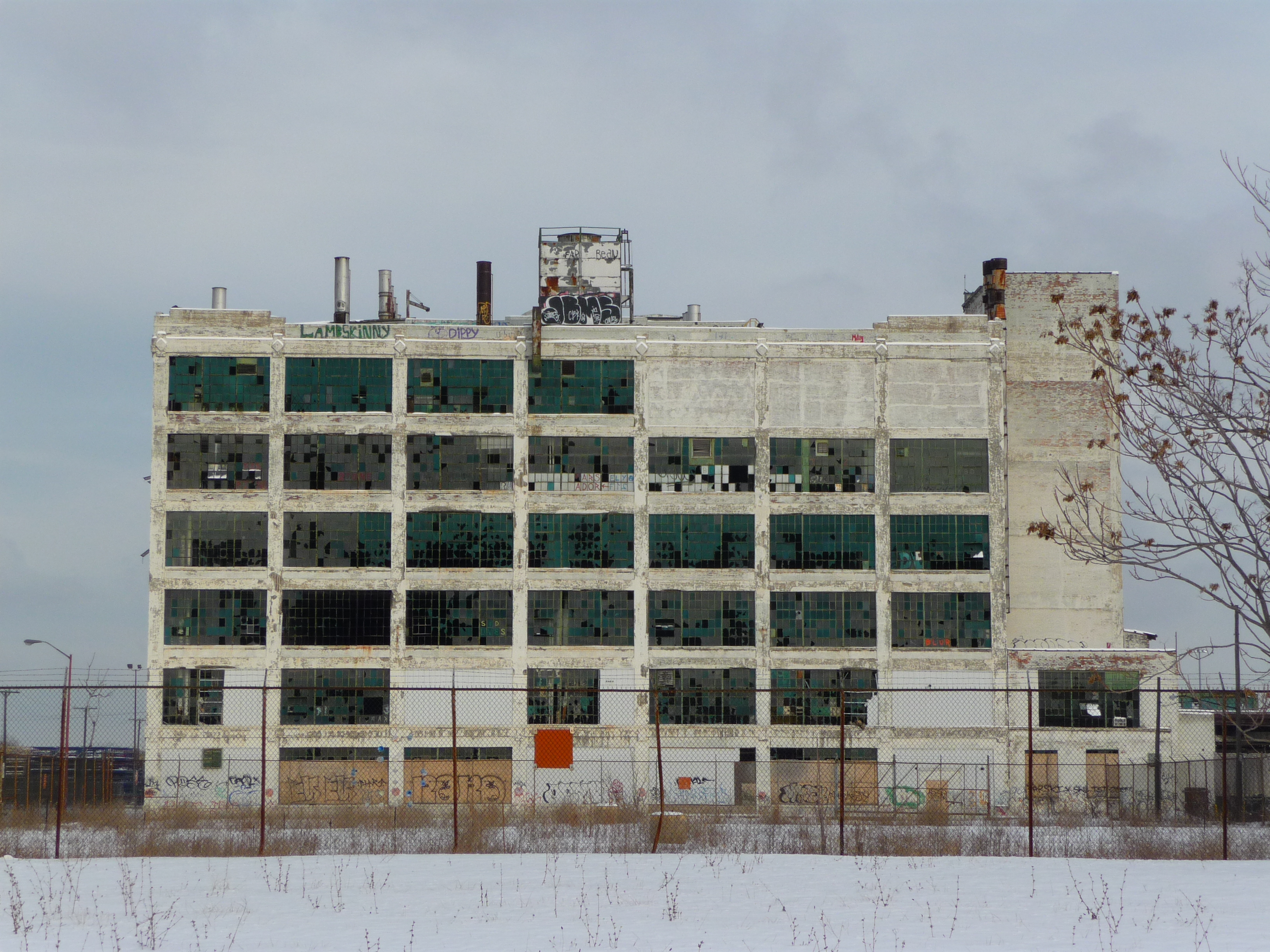
Una planta abandonada de Fisher Body en Detroit

Las causas incluyen la transferencia de trabajos de fabricación al extranjero, el aumento de la automatización y la decadencia de las industrias del acero y el carbón de Estados Unidos. Las ciudades más cercanas a la Costa Este, como el área metropolitana de Nueva York y el Gran Boston han podido adaptarse diversificando o enfocando sus economías hacia los servicios, la fabricación avanzada y las industrias de alta tecnología. Otras ciudades como Detroit, Cleveland y San Luis siguen experimentado dificultades económicas y sociales, con la consiguiente pérdida demográfica.

## Contexto
En el siglo XX, las economías locales de estos estados se especializaron en la fabricación a gran escala de productos de consumo e industriales medianos y pesados terminados, así como en el transporte y procesamiento de las materias primas necesarias para la industria pesada. El área fue referida como el Cinturón de Fabricación, Cinturón de Fábrica o Cinturón de Acero a diferencia de los estados agrícolas del Medio Oeste que forman el llamado cinturón maicero y los estados de las Grandes Llanuras que a menudo se denominan el «granero de Estados Unidos».

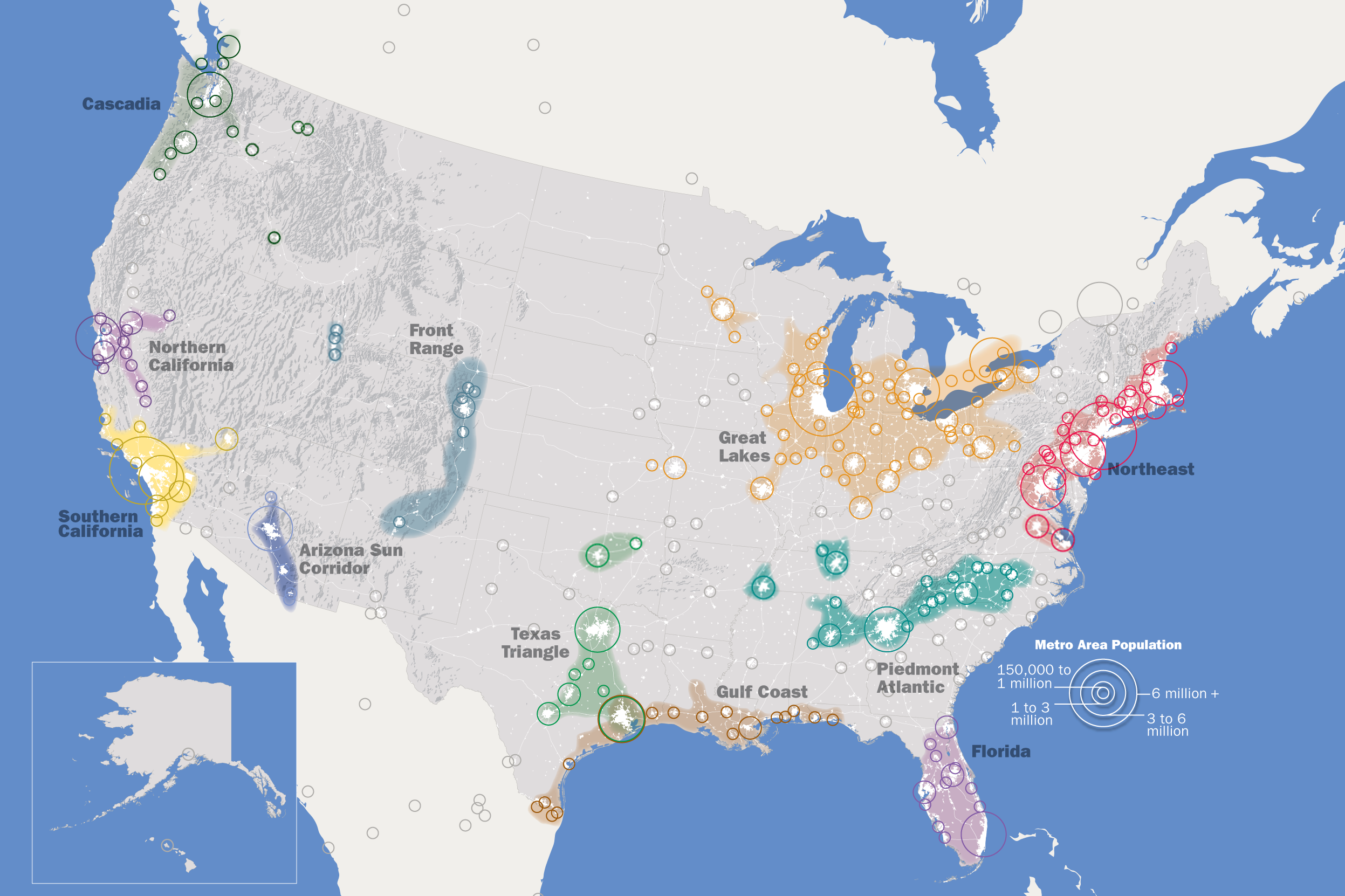
La megalópolis de los Grandes Lagos (se muestra en anaranjado) está asociada con el Rust Belt.

El auge de la industria automotriz en la región se debió en parte a la proximidad a las vías fluviales de los Grandes Lagos y a la abundancia de carreteras pavimentadas, canales y ferrocarriles. Después de que la infraestructura de transporte vinculó el mineral de hierro que se encuentra en el norte de Minnesota, Wisconsin y la Península superior de Míchigan con el carbón extraído de las Apalaches, nació Steel Belt. Pronto se convirtió en Factory Belt con sus ciudades de fabricación: Chicago, Búfalo, Detroit, Milwaukee, Cincinnati, Toledo, Cleveland, San Luis, Johnstown (Windber) y Pittsburgh, entre otras. Esta región sirvió durante décadas como un imán para inmigrantes de Austria-Hungría, Polonia y Rusia, así como de Yugoslavia, Italia y el Levante en algunas áreas, quienes proporcionaron a las instalaciones industriales mano de obra barata. Estos migrantes atraídos por la mano de obra también fueron acompañados por afroamericanos durante la Gran Migración, atraídos por trabajos y mejores oportunidades económicas.

Tras los auges de la Gilded Age en el siglo XIX y de la edad de oro del capitalismo a mediados del siglo XX, las ciudades de esta zona lucharon se encontraron con condiciones económicas y sociales adversas a partir de los años 1950. El sector manufacturero alcanzó su punto máximo en 1953 y ha estado en decadencia desde entonces. De 1979 a 1982, la Reserva Federal decidió aumentar la tasa de interés al 19 %. Esto atrajo "dinero caliente" extranjero y apreció el dólar estadounidense. Esto encareció los productos estadounidenses para los consumidores extranjeros, y al mismo tiempo abarató los productos importados para los consumidores estadounidenses. El tipo de cambio desalineado no se rectificó hasta 1986, cuando las importaciones japonesas, en particular, ya habían hecho incursiones rápidas en los mercados estadounidenses. De 1987 a 1999, el mercado de valores de Estados Unidos experimentó un fuerte aumento, y esto atrajo aun más dinero extranjero hacia los bancos estadounidenses, lo que sesgó el tipo de cambio en contra de los productos manufacturados. 

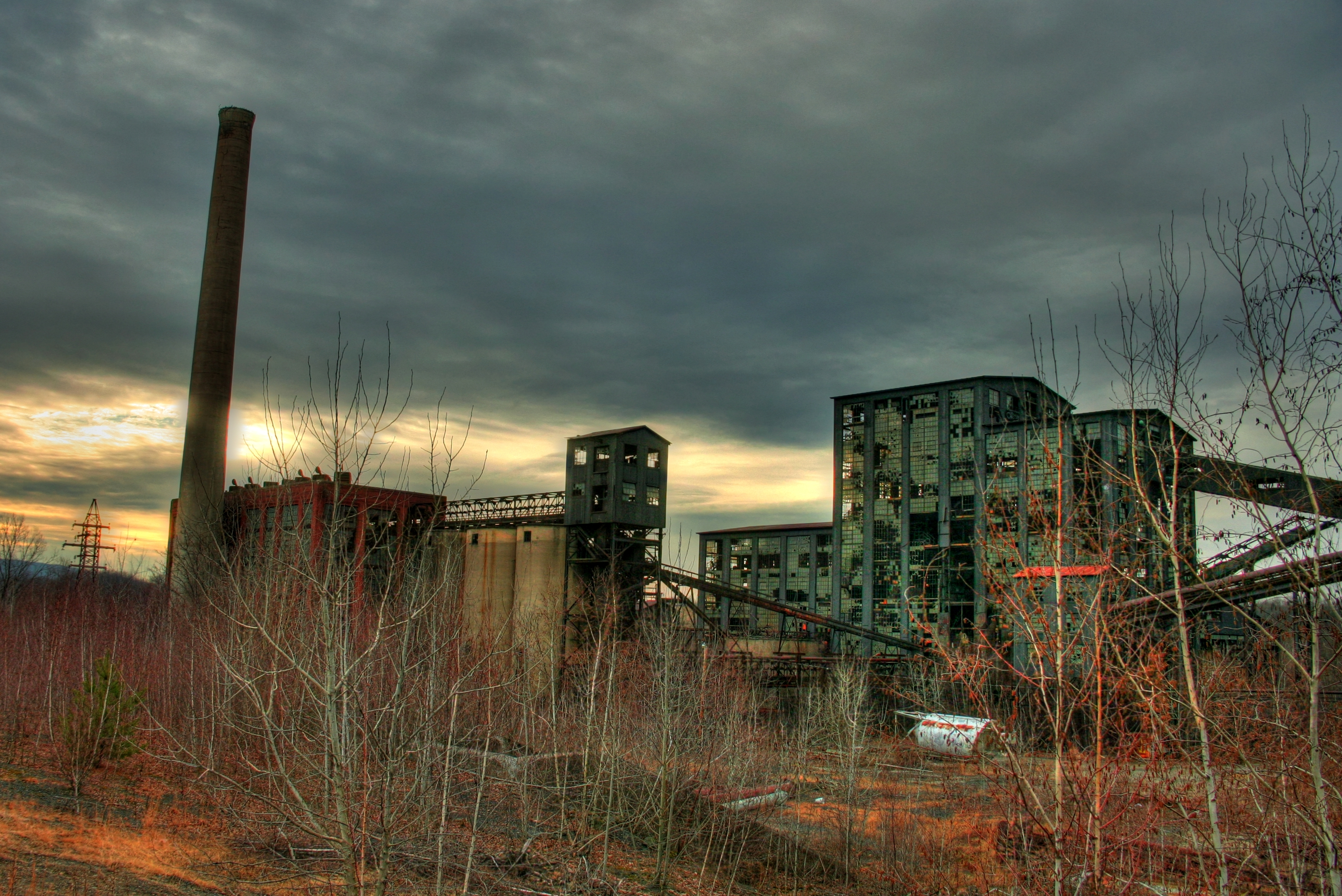
El martillo rompedor Huber, en Ashley.

Los problemas relacionados incluyen la decadencia de la industria del hierro y el acero, el movimiento de la fabricación hacia los estados del Sureste con sus costos laborales más bajos, los despidos debido al aumento de la automatización en los procesos industriales, la menor necesidad de mano de obra en la fabricación de productos de acero, nuevos métodos organizativos como el método justo a tiempo que permitió a las fábricas mantener la producción con menos trabajadores, la internacionalización de las empresas estadounidenses y la liberalización de las políticas de comercio exterior debido a la globalización. Las ciudades que luchan con estas condiciones compartieron varias dificultades, incluida la pérdida de población, la falta de educación, la disminución de los ingresos fiscales, el alto desempleo y la delincuencia, la drogadicción, las crecientes listas de asistencia social, el gasto deficitario y las malas calificaciones crediticias municipales.

## Geografía
Los medios de comunicación ocasionalmente se refieren a un mosaico de centros desaparecidos de industria pesada y manufactura en los Grandes Lagos y el Medio Oeste de Estados Unidos como el Snow Belt, el Manufacturing Belt, o el Factory Belt (, en inglés, el cinturón de nieve, de fabricación o industrial), debido a sus vibrantes economías industriales en el pasado. El área se extiende desde el norte de Indiana y el sur de Míchigan en el oeste hasta el norte del estado de Nueva York en el este, donde los ingresos fiscales locales a a 2004 dependía más de la manufactura que de cualquier otro sector.
Antes de la Segunda Guerra Mundial, las ciudades de la región del Rust Belt se encontraban entre las más grandes de Estados Unidos. Sin embargo, a fines del siglo XX, su población era la que más había disminuido en el país.

## Historia
La vinculación del antiguo Territorio del Noroeste con la Costa Este que alguna vez se industrializó rápidamente se llevó a cabo mediante varios proyectos de infraestructura a gran escala, entre los que destacan el Canal Erie en 1825, el Ferrocarril de Baltimore y Ohio en 1830, el Ferrocarril Allegheny Portage en 1834 y el consolidación del Nueva York Central después de la Guerra de Secesión. De este modo se abrió una puerta entre una variedad de industrias florecientes en el interior del continente norteamericano y los mercados no solo de las grandes ciudades del Este sino también de Europa Occidental.

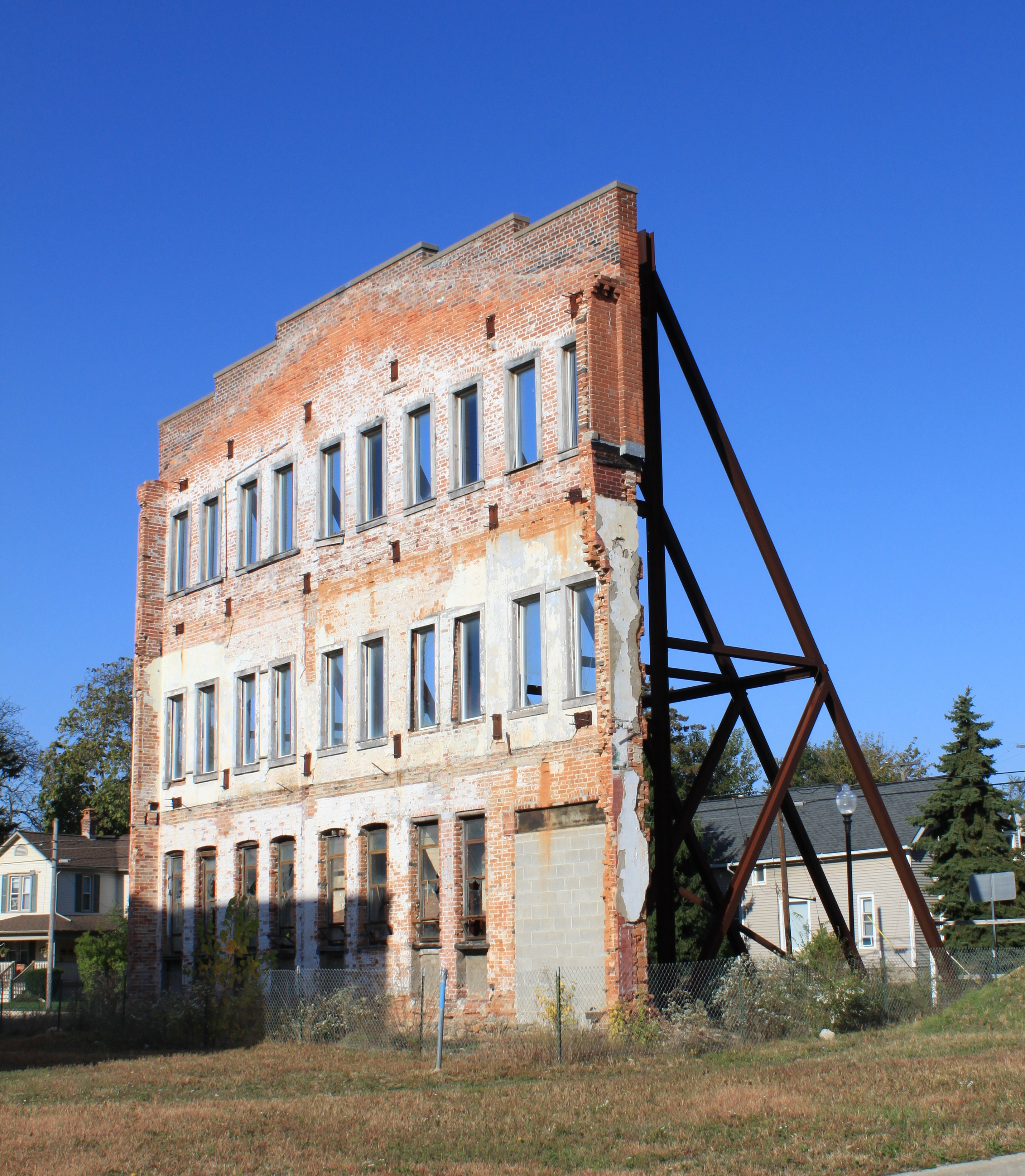
Ruinas de una fábrica en Plymouth

El carbón, el mineral de hierro y otras materias primas se enviaron desde las regiones circundantes que emergieron como puertos importantes en los Grandes Lagos y sirvieron como centros de transporte para la región cercana a las líneas ferroviarias. En la otra dirección venían millones de inmigrantes europeos, que poblaban las ciudades a lo largo de las costas de los Grandes Lagos con una velocidad sin precedentes en ese momento. Chicago, famoso, fue un puesto comercial rural en los años 1840, pero llegó a ser tan grande como París en el momento de la Exposición Colombina de 1893.

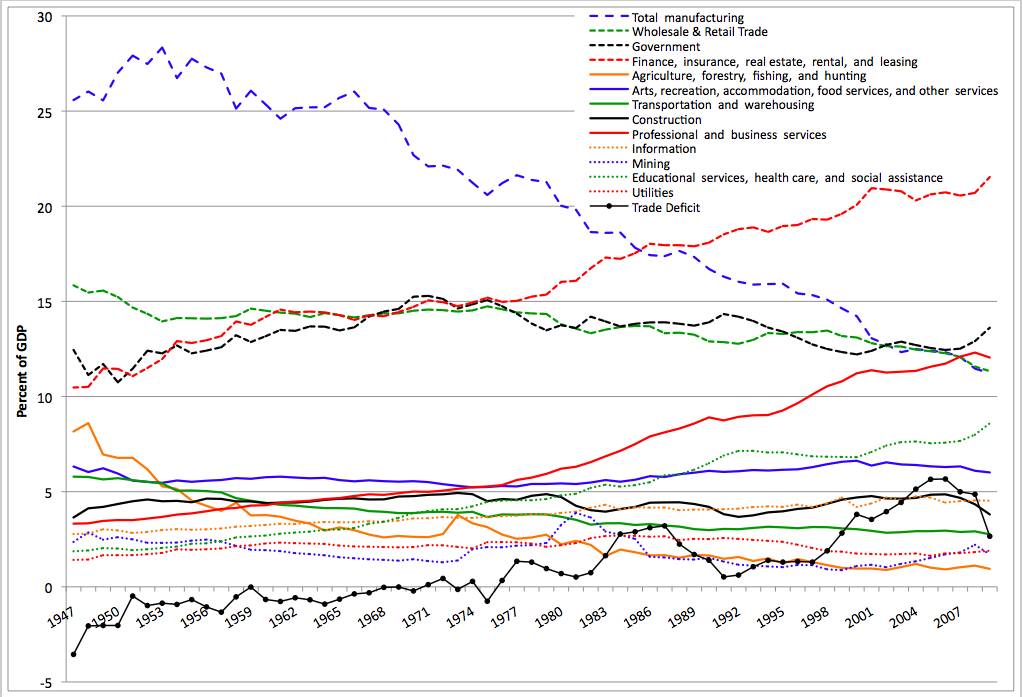
Sectores de la economía de Estados Unidos como porcentaje del PIB 1947–2009. La línea azul corresponde al sector manufacturero.

Las primeras señales fueron evidentes a principios del siglo XX, incluso antes de que terminaran los "años de auge". La ciudad de Lowell en Massachusetts, que había sido el centro nacional de la producción textil, fue descrito en 1933 por la revista Harper's como un "desierto industrial deprimido", pues sus instalaciones se estaban deslocalizando hacia el Sur, principalmente a Las Carolinas. Tras la Gran Depresión, la entrada estadounidense en la Segunda Guerra Mundial produjo un rápido retorno al crecimiento económico, durante el cual gran parte del Norte industrial alcanzó su punto máximo en población y producción industrial.
Las ciudades del norte experimentaron cambios que siguieron al final de la guerra, con el inicio de la migración a los suburbios, y el papel decreciente de la manufactura en la economía estadounidense.
La subcontratación de trabajos de manufactura en bienes transables ha sido un tema importante en la región. Una fuente ha sido la globalización y la expansión de los acuerdos de libre comercio en todo el mundo. Los grupos antiglobalización argumentan que el comercio con los países en desarrollo ha resultado en una dura competencia de países como China, que fija su moneda al dólar y tiene salarios prevalecientes mucho más bajos, lo que ha obligado a los salarios internos a descender. A algunos economistas les preocupa que los efectos a largo plazo de los altos déficits comerciales y la subcontratación sean una causa de problemas económicos en los Estados Unidos con una alta deuda externa (monto adeudado a prestamistas extranjeros) y un grave deterioro de la posición de inversión internacional neta de Estados Unidos (PIIN) (−24 % del PIB).
Algunos economistas sostienen que Estados Unidos está pidiendo préstamos para financiar el consumo de importaciones mientras acumula cantidades insostenibles de deuda. El 26 de junio de 2009, Jeff Immelt, director ejecutivo de General Electric, pidió a Estados Unidos que aumentara su base de empleo de fabricación al 20 % de la fuerza laboral, y comentó que Estados Unidos ha subcontratado demasiado en algunas áreas y ya no puede depender del sector financiero y el gasto de los consumidores para impulsar la demanda.

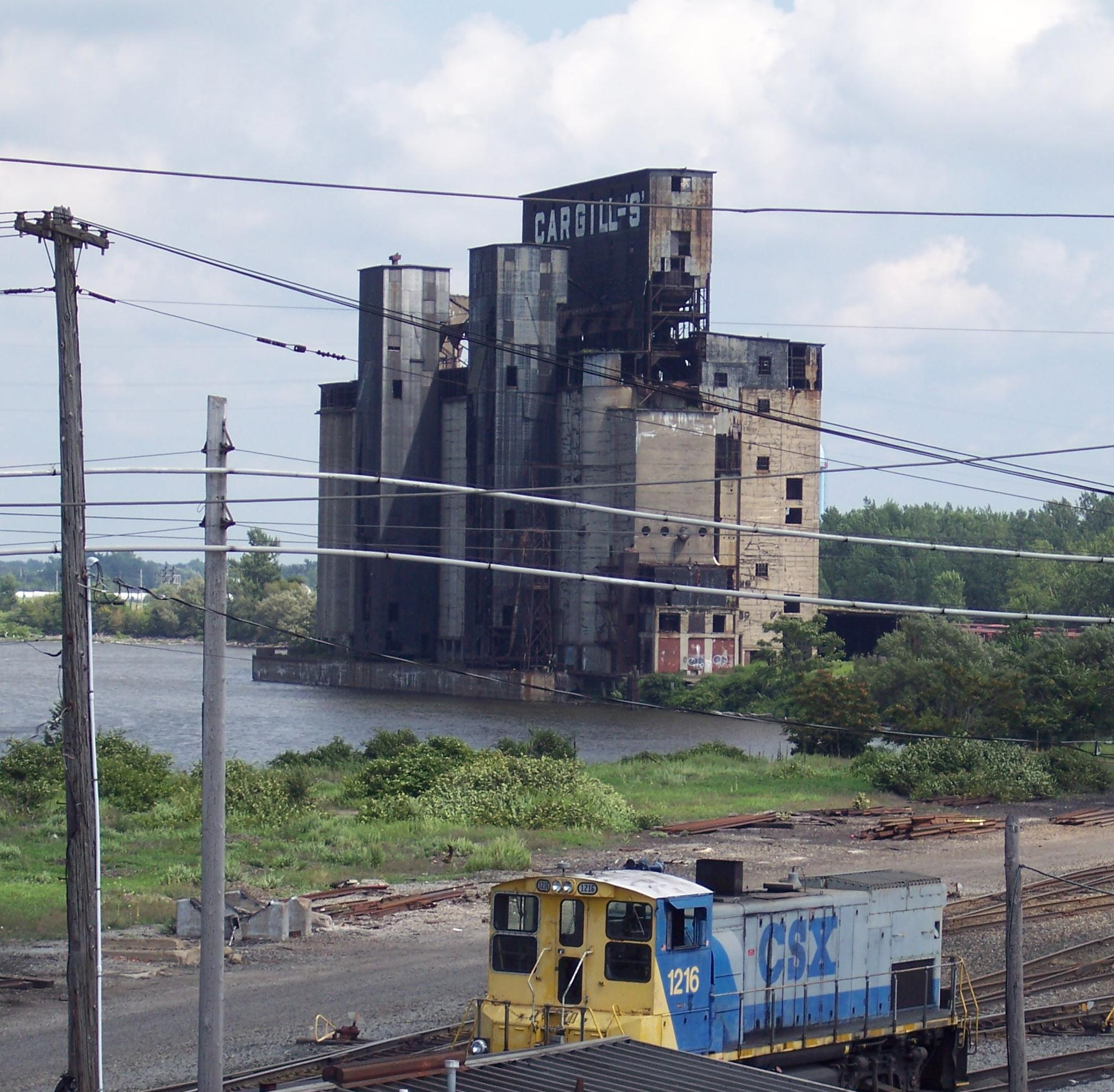
Un elevador de granos en desuso en Búfalo

Desde los años 1960, la expansión de los acuerdos de libre comercio en todo el mundo ha sido menos favorable para los trabajadores estadounidenses. Los bienes importados como el acero cuestan mucho menos de producir en los países del Tercer Mundo con mano de obra extranjera barata. A partir de la recesión de 1970-1971, surgió un nuevo patrón de economía desindustrializante. La devaluación competitiva combinada con cada recesión sucesiva hizo que los trabajadores de la industria manufacturera estadounidenses tradicionales experimentaran despidos. En general, en Factory Belt el empleo en el sector manufacturero disminuyó un 32,9 % entre 1969 y 1996.
Los trabajos del sector primario y secundario que producían riqueza, como los de fabricación y software informático, a menudo fueron reemplazados por trabajos que consumían riqueza y pagaban mucho menos, como los del sector minorista y el gobierno en el sector de servicios cuando la economía se recuperó.
En 1985 se inició una expansión gradual del déficit comercial de Estados Unidos con China. En los años siguientes, Estados Unidos también desarrolló un déficit comercial con Japón, Taiwán y Corea del Sur. Como resultado, los trabajadores manufactureros tradicionales de la región han experimentado una agitación económica. Este efecto ha devastado los presupuestos gubernamentales estadounidenses y ha aumentado los préstamos corporativos para financiar los beneficios de los jubilados. Algunos economistas creen que a largo plazo el PIB y el empleo pueden verse afectados por grandes déficits comerciales.

### Consecuencias sociales y culturales
Francis Fukuyama considera las consecuencias sociales y culturales de la desindustrialización y la decadencia de la fabricación que convirtió un antiguo y próspero cinturón de fábricas en un cinturón de óxido como parte de una tendencia de transición más grande que llamó la Gran Disrupción: "La gente asocia la era de la información con la el advenimiento de Internet en los años 1990, pero el cambio desde la era industrial comenzó más de una generación antes, con la desindustrialización del Rust Belt en Estados Unidos y movimientos comparables que se alejaron de la fabricación en otros países industrializados... La disminución se puede medir fácilmente en las estadísticas sobre delincuencia, hijos sin padre, pérdida de confianza, reducción de oportunidades y resultados de la educación, y similares ".
Los problemas asociados con el Rust Belt persisten incluso hoy en día, particularmente en los estados del este de la Región de los Grandes Lagos, y muchas metrópolis manufactureras que alguna vez estuvieron en auge se desaceleraron drásticamente. De 1970 a 2006, Cleveland, Detroit, Búfalo y Pittsburgh perdieron cerca del 45 % de su población y los ingresos familiares medios cayeron un 30 % en Cleveland y Detroit, un 20 % en Búfalo y un 10 % en Pittsburgh.
Parecía que a mediados de los años 1990 en varias áreas metropolitanas del Rust Belt se suspendió el crecimiento negativo, como lo indicaban los principales indicadores estadísticos: desempleo, salarios, cambio de población. Sin embargo, durante la primera década del siglo XXI persistió una tendencia negativa: Detroit perdió el 25,7 % de su población; Gary, el 22 %; Youngstown, el 18,9 %; Flint, el 18,7 %; y Cleveland, el 14,5 %.
| Ciudad        | Estado      | Población en 2018 | Población en 2000 | Cambio de 2000 a 2018 | Pico demográfico |
| ------------- | ----------- | ----------------- | ----------------- | --------------------- | ---------------- |
| Detroit       | Míchigan    | 672 662           | 951 270           | - 29,3 %              | 1 849 568 (1950) |
| Gary          | Indiana     | 75 282            | 102 746           | - 26,7 %              | 178 320 (1960)   |
| Flint         | Míchigan    | 95 943            | 124 943           | - 23,2 %              | 196 940 (1960)   |
| Saginaw       | Míchigan    | 48 323            | 61 799            | - 21,8 %              | 98 265 (1960)    |
| Youngstown    | Ohio        | 64 958            | 82 026            | - 20,8 %              | 170 002 (1930)   |
| Cleveland     | Ohio        | 383 793           | 478 403           | - 19,8 %              | 914 808 (1950)   |
| Dayton        | Ohio        | 140 640           | 166 179           | - 15,4 %              | 262 332 (1960)   |
| Niagara Falls | Nueva York  | 48 144            | 55 593            | - 13,4 %              | 102 394 (1960)   |
| San Luis      | Misuri      | 302 838           | 348 189           | - 13,0 %              | 856 796 (1950)   |
| Decatur       | Illinois    | 71 290            | 81 860            | - 12,9 %              | 94 081 (1980)    |
| Canton        | Ohio        | 70 458            | 80 806            | - 12,8 %              | 116 912 (1950)   |
| Búfalo        | Nueva York  | 256 304           | 292 648           | - 12,4 %              | 580 132 (1950)   |
| Toledo        | Ohio        | 274 975           | 313 619           | - 12,3 %              | 383 818 (1970)   |
| Lakewood      | Ohio        | 50 100            | 56 646            | - 11,6 %              | 70 509 (1930)    |
| Pittsburgh    | Pensilvania | 301 048           | 334 563           | - 10,0 %              | 676 806 (1950)   |
| Pontiac       | Míchigan    | 59 772            | 66 337            | - 9,9 %               | 85 279 (1970)    |
| Springfield   | Ohio        | 59 282            | 65 358            | - 9,3 %               | 82 723 (1960)    |
| Akron         | Ohio        | 198 006           | 217 074           | - 8,8 %               | 290 351 (1960)   |
| Hammond       | Indiana     | 75 795            | 83 048            | - 8,7 %               | 111 698 (1960)   |
| Cincinnati    | Ohio        | 302 605           | 331 285           | - 8,7 %               | 503 998 (1950)   |
| Parma         | Ohio        | 78 751            | 85 655            | - 8,1 %               | 100 216 (1970)   |
| Lorain        | Ohio        | 64 028            | 68 652            | - 6,7 %               | 78 185 (1970)    |
| Chicago       | Illinois    | 2 705 994         | 2 896 016         | - 6,6 %               | 3 620 962 (1950) |
| South Bend    | Indiana     | 101 860           | 107 789           | - 5,5 %               | 132 445 (1960)   |

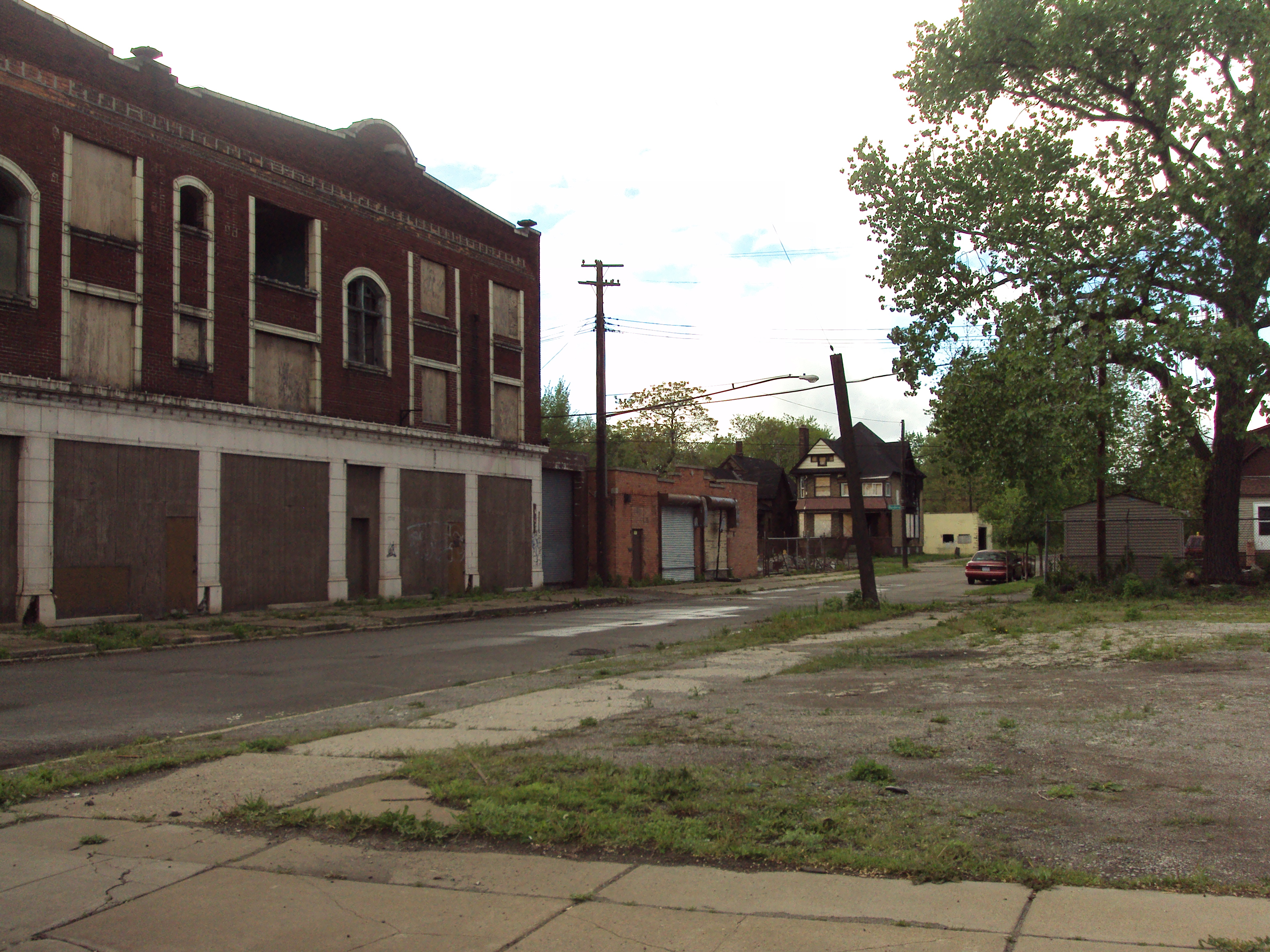
Casas abandonadas en Detroit

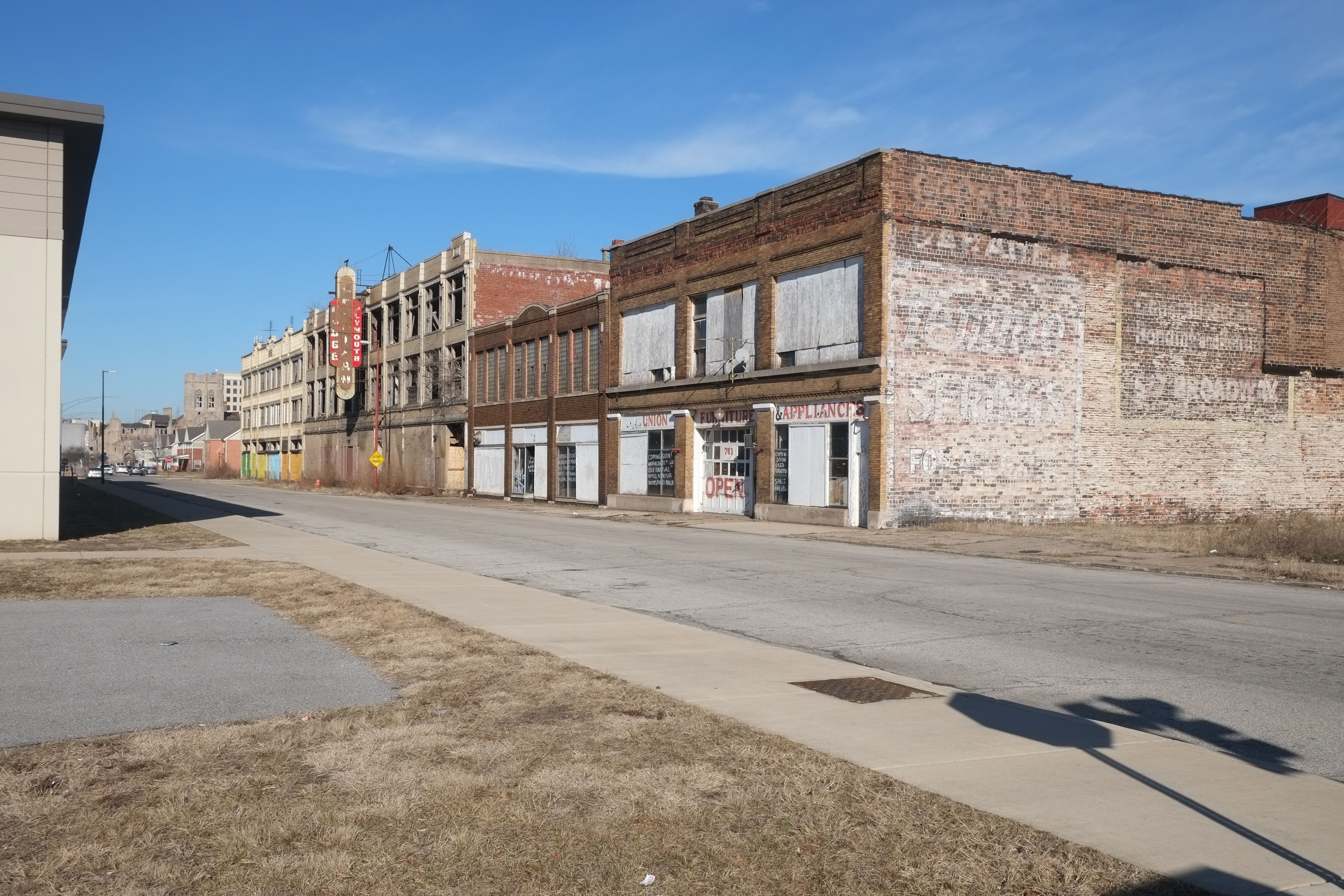
Una calle de Gary

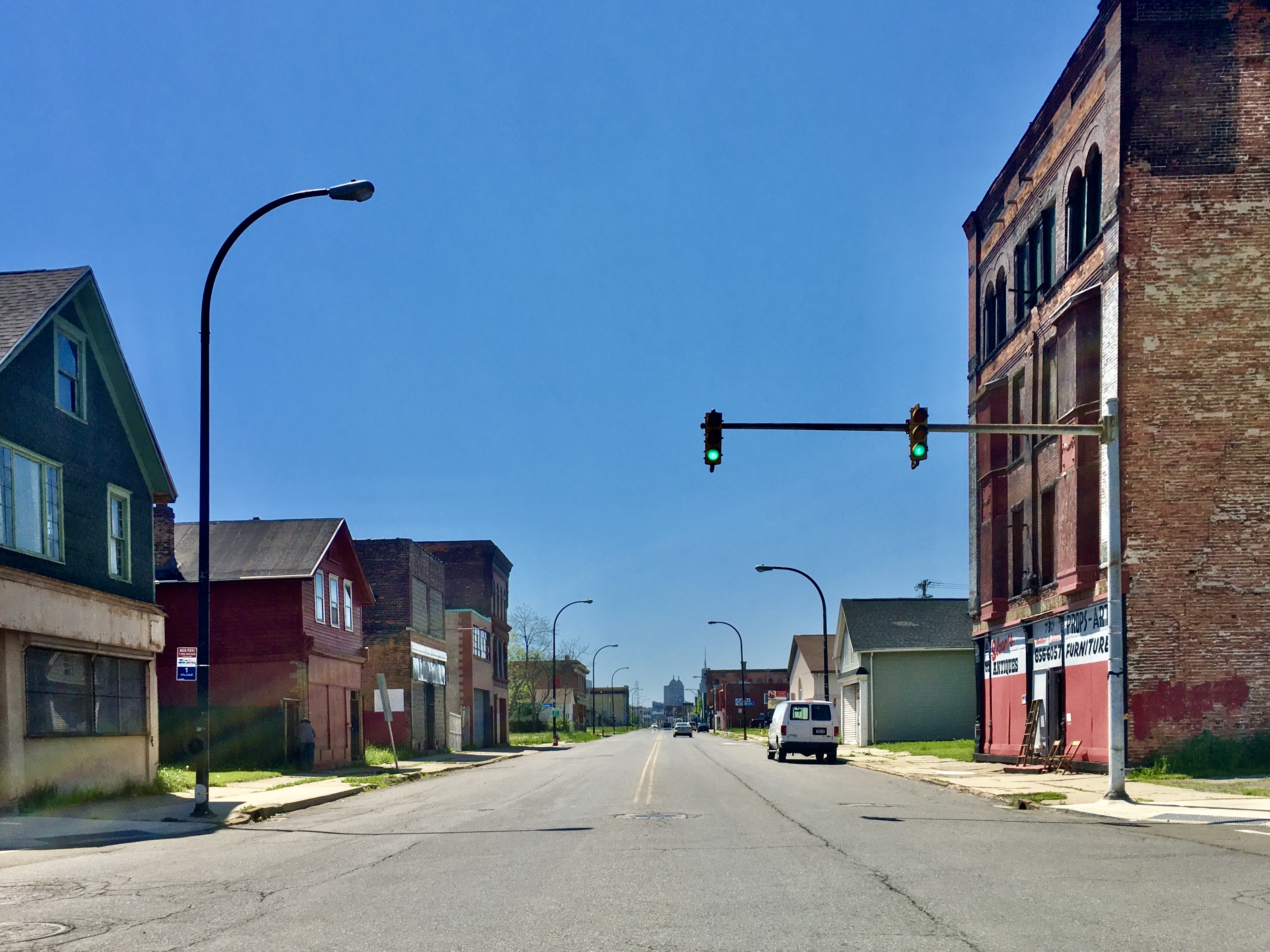
Una calle de Búfalo

A fines de los años 2000, la industria manufacturera estadounidense se recuperó más rápidamente de la Gran Recesión de 2008 que los otros sectores de la economía, y una serie de iniciativas, tanto públicas como privadas, están fomentando el desarrollo de combustibles alternativos, nanopartículas y otras tecnologías. Junto con la vecina Herradura Dorada del sur de la región de Ontario (Canadá), el Rust Belt todavía constituye una de las principales regiones de fabricación del mundo.

### Búsqueda de alternativas
Desde los años 1980, los candidatos presidenciales han dedicado gran parte de su tiempo a las preocupaciones económicas de la región del Rust Belt, que contiene los populosos estados pendulares de Míchigan, Ohio, Pensilvania y Wisconsin. Esos estados también fueron críticos y decisivos para la victoria de Donald Trump en las elecciones presidenciales de 2016 y luego para su derrota ante el demócrata Joe Biden en 2020.
Recientemente han surgido nuevos tipos de fabricación no tradicional intensiva en I+D en el Rust Belt, como la biotecnología, la industria de los polímeros, la infotecnología y la nanotecnología. Infotech, en particular, crea un lugar prometedor para la revitalización del Rust Belt. Entre los ejemplos recientes de éxito se encuentra Detroit Aircraft Corporation, que se especializa en la integración de sistemas aéreos no tripulados, pruebas y servicios de cinematografía aérea.
La impresión 3D crea otra vía prometedora para el resurgimiento de la fabricación. Empresas como MakerGear de Beachwood o ExOne Company de North Huntingdon están diseñando y fabricando productos industriales y de consumo utilizando sistemas de imágenes 3-D.
En 2013, la revista The Economist señaló una tendencia creciente de reubicación u offshoring de la fabricación cuando un número creciente de empresas estadounidenses están trasladando sus instalaciones de producción desde el extranjero a su país de origen. Los estados del Rust Belt pueden beneficiarse en última instancia de este proceso de contratación interna internacional.
También ha habido intentos de reinventar propiedades en el Rust Belt para revertir su decadencia económica. Se adquirieron y renovaron edificios con compartimentación inadecuada para los usos actuales para facilitar nuevos negocios.